# Gamma Doradus-variabel
Gamma Doradus-variabler är variabla stjärnor som visar variationer i magnitud på grund av icke-radiella pulseringar på ytan. Stjärnorna är typiskt unga, tidiga stjärnor i huvudserien av spektraltyp F eller sena typ A, och typiska ljusstyrkefluktuationer är 0,1 enheter med period i storleksordningen ett dygn. Denna klass av variabla stjärnor är relativt ny, som har identifierats först under andra hälften av 1990-talet, och detaljer om den underliggande fysiska orsaken till variationerna är fortfarande under utredning (2019).

## Observationshistorik
Stjärnan 9 Aurigae observerades första gången som variabel år 1990. Ingen av de då accepterade variabeltyperna var tillräckliga, eftersom den pulserade för långsamt. Den var också utanför Delta Scutis instabilitetsband och det fanns inga bevis för något förmörkande material, även om Gamma Doradus och HD 96008 noterades vara likartade. Dessa tre stjärnor, liksom HD 224638, antogs snart tillhöra en ny klass av variabla stjärnor där variabilitet producerades av pulseringar i g-mod- snarare än p-mod-pulseringar av Delta Scuti-variabler.  HD 224945 och HD 164615 noterades likaså, medan HD 96008 uteslöts på grund av dess mer regelbundna period.  Förmörkelser och stjärnfläckar uteslöts också snart som orsak till Gamma Doradus-variabilitet, och variabiliteten hos 9 Aurigae bekräftades orsakas av g-mod-pulseringar ett år senare, vilket bekräftade stjärnorna som prototyper för en ny klass av variabla stjärnor. Mer än tio kandidater hittades snabbt, och upptäckarna kallade gruppen Gamma Doradus-stjärnor, efter den första medlemmen och den ljusstarkaste av de bekräftade medlemmarna i gruppen.

## Lista över kända Gamma Doradus-variabler
| Beteckning (namn)     | Stjärnbild      | Upptäckt                 | Maximum skenbar magnitud (mV) | Minimum skenbar magnitud (mV) | Period (dygn) | Spektralklass | Kommentar                                                             |
| --------------------- | --------------- | ------------------------ | ----------------------------- | ----------------------------- | ------------- | ------------- | --------------------------------------------------------------------- |
| HD 8801 A (V529 And)  | Andromeda       | Henry & Fekel (2005)     | 6m,48 (Hipparcos)             | 6m,51 (Hipparcos)             | 0,40331       | A7Vm          | Den först upptäckta hybrid Gamma Doradus/Delta Scuti-variabel         |
| V872 Ara              | Altaret         | Aerts et al. (1998)      | 6m,37 (Hipparcos)             | 6m,39 (Hipparcos)             | 0,4266        | A9V           |                                                                       |
| 9 Aur A               | Kusken          | Krisciunas (1993)        | 4m,93                         | 5m,50                         | 1,2582        | F2V           | En av de ursprungligen klassificerade stjärnorna                      |
| 17 CVn                | Jakthundarna    | Henry et al. (2011)      | 5m,91                         |                               | 0,8862        | F0:V          | Spektroskopisk dubbelstjärna; oklart vilken komponent som är variabel |
| HD 108100 (DD CVn)    | Jakthundarna    | Breger et al. (1996)     | 7m,15                         |                               | 0,7541        | F2V           |                                                                       |
| V350 CMa A            | Stora hunden    | Eyer & Aerts (2000)      | 6m,18                         | 6m,27                         | 0.7750 10,959 | F2V           | Har två distinkta perioder                                            |
| V1026 Cen             | Kentauren       | Aerts et al. (1998)      | 9m,33 (Hipparcos)             | 9m,38 (Hipparcos)             | 1,1857        | A3:m          |                                                                       |
| HD 17163              | Valfisken       | Henry et al. (2011)      | 6m,04                         |                               | 0,42351       | F1V           |                                                                       |
| HD 14940 (EP Cet)     | Valfisken       | Aerts et al. (1998)      | 6m,74                         | 6m,77                         | 0,5004        | F0IV/V        |                                                                       |
| 43 Cyg                | Svanen          | Henry et al. (2005)      | 5m,75 (Hipparcos)             | 5m,84 (Hipparcos)             | 0,79955       | F0V           |                                                                       |
| γ Dor                 | Svärdfisken     | Krisciunas (1993)        | 4m,23                         | 4m,27                         | 0,7570        | F1V           | En av de ursprungligen klassificerade stjärnorna                      |
| 8 Dra                 | Draken          | Aerts et al. (1998)      | 5m,26 (Hipparcos)             | 5m,34 (Hipparcos)             | 0,42450       | F1VmA7(n)     |                                                                       |
| DI Gru                | Tranan          | Aerts et al. (1998)      | 8m,68                         | 8m,76                         | 0,8668        | F3IV          |                                                                       |
| V1325 Her             | Herkules        | Kaye et al. (1998)       | 6m,38                         |                               | 0,4210        | F0V           |                                                                       |
| 80 Leo                | Lejonet         | Henry & Fekel (2002)     | 6m,34                         | 6m,37                         | 0,45286       | F3IV          |                                                                       |
| HD 40745 (AC Lep)     | Haren           | Aerts et al. (1998)      | 6m,28 (Hipparcos)             | 6m,30 (Hipparcos)             | 0,82427       | F2IV          |                                                                       |
| HD 69682              | Lodjuret        | Henry et al. (2011)      | 6m,50                         |                               | 0,53189       | A9V           |                                                                       |
| DO Lyn                | Lodjuret        | Kaye et al. (1999)       | 7m,17                         |                               | 0,62447       | F0V           |                                                                       |
| HD 50747              | Enhörningen     | Dolez et al. (2009)      | 5m,45                         |                               | 4.865 0,956   | A4IV          | Trippelstjärna, oklart vilken komponent som är variabel               |
| HD 49434              | Enhörningen     | Bruntt et al. (2002)     | 5m,75                         |                               | 0,57644       | F1V           | Hybrid Gamma Doradus/Delta Scuti-variabel                             |
| HD 41547 A            | Enhörningen     | Henry et al. (2007)      | 5m,87                         |                               | 0,81123       | F4V           |                                                                       |
| α Oph (Rasalhague)    | Ormbäraren      | Monnier et al. (2010)    | 2m,08                         |                               | 0,5850        | A5IV          | Hybrid Gamma Doradus/Delta Scuti-variabel                             |
| 73 Oph A              | Ormbäraren      | Fekel & Henry (2003)     | 6m,11 (B)                     |                               | 0,61439       | F0V+G1V       |                                                                       |
| HD 164615 (V2118 Oph) | Ormbäraren      | Mantegazza et al. (1994) | 7m,02                         | 7m,09                         | 0,8117        | F2IV          | En av de ursprungligen klassificerade stjärnorna                      |
| V2502 Oph             | Ormbäraren      | Aerts et al. (1998)      | 6m,57                         | 6m,67                         | 1,307         | F2V           |                                                                       |
| HD 38309 Aa           | Orion           | Henry et al. (2011)      | 6m,09                         |                               | 0,37703       | F0III:n       |                                                                       |
| NZ Peg                | Pegasus         | Henry et al. (2001)      | 5m,83 (Hipparcos)             | 5m,86 (Hipparcos)             | 0,41113       | F2V           |                                                                       |
| HR 8799 (V342 Peg)    | Pegasus         | Rodriguez & Zerbi (1995) | 6m,00 (Hipparcos)             | 6m,06 (Hipparcos)             | 0,5053        | A5V           | Lambda Bootis-stjärna och Vega-lik stjärna                            |
| V372 Peg              | Pegasus         | Kaye et al. (1998)       | 6m,53 (B)                     |                               | 2,594821      | F3V           |                                                                       |
| 39 Peg                | Pegasus         | Henry et al. (2005)      | 6m,43                         | 6m,53                         | 0,75574       | F1V           |                                                                       |
| HD 224638 (BT Psc)    | Fiskarna        | Krisciunas (1993)        | 7m,8 (B)                      |                               | 1,2323        | F0V           | En av de ursprungligen klassicerade stjärnorna                        |
| HD 224945 (BU Psc)    | Fiskarna        | Mantegazza et al. (1994) | 6m,93                         |                               | 0,5432        | A9V           | En av de ursprungligen klassicerade stjärnorna                        |
| QW Pup                | Akterskeppet    | Poretti et al. (1997)    | 4m,47                         | 4m,50                         | 0,9584        | F0IV/V        |                                                                       |
| ι TrA A               | Södra triangeln | Aerts et al. (1998)      | 5m,30 (Hipparcos)             | 5m,42 (Hipparcos)             | 1,4556        | F4IV          |                                                                       |
| EE Tuc                | Tukanen         | Aerts et al. (1998)      | 6m,72 (Hipparcos)             | 6m,82 (Hipparcos)             | 0,6935        | F2IV          |                                                                       |
| V349 Tel              | Kikaren         | Aerts et al. (1998)      | 7m,60 (Hipparcos)             | 7m,73 (Hipparcos)             | 0,6953        | F0V           |                                                                       |
| KO UMa                | Stora björnen   | Kaye et al. (1999)       | 7m,18                         |                               | 0,7691        | F2V           |                                                                       |
| UY UMi                | Lilla björnen   | Aerts et al. (1998)      | 6m,30 (Hipparcos)             | 6m,38 (Hipparcos)             | 0,7237        | F2V           |                                                                       |
| VX UMi                | Lilla björnen   | Henry et al. (2001)      | 6m,48 (B)                     |                               | 0,34510       | A9V           |                                                                       |